# برت جیمز
برت جیمز (انگلیسی: Brett James؛ زادهٔ ۵ ژوئن ۱۹۶۸) یک موسیقی‌دان اهل ایالات متحده آمریکا است.